# Bayreuth Open
Het Bayreuth Open is een 54-holes golftoernooi van de EPD Tour. Het wordt gespeeld op de Golfclub Bayreuth in Bayreuth in de Duitse deelstaat Beieren. 

## De baan
Bayreuth ligt in een lichtglooiend heuvellandschap en de golfbaan ligt iets boven de stad, waar Richard Wagner in 1871 kwam wonen. Vanaf de baan  kijkt men neer op de stad, het Operahuis en het Richard Wagner Festspielhaus. 
De club werd in 1990 opgericht. De 9 holesbaan werd in 1995 geopend, de 18-holes, par 72 baan een jaar later. Het ontwerp van de baan is van Thomas Himmel, die werd uitgekozen een baan aan te leggen voor de Ryder Cup indien die in 2018 in Duitsland zou plaatsvinden. Later viel de beslissing dat de Ryder Cup dan naar Frankrijk gaat.
In 2004 werd besloten van de 9 holesbaan een openbare baan te maken. De baan werd in 2009 verlengd zodat het een volwaardige 9 holesbaan werd. Hij heet nu de Transmar Travel Hotel Course.

## Verslag
2012
De eerste editie was in 2012. Het prijzengeld was € 30.000. Er deden zes Nederlanders aan mee: Vince Bredt, Floris de Haas, Igor Mandjes, Sven Maurits, Fernand Osther en Ramon Schilperoord. Na ronde 1 stonden alleen Floris de Haas en Ramon Schilperoord onder par, terwijl de twee leiders, Sebastian Heisele en Florian Pogatschnigg op -6 stonden. NA drie rondes bleek de amateur Moritz Lampert met zes slagen voorsprong te winnen. Als amateur verdiende hij alleen de eer, Sebastian Heisele kreeg € 5.000. Sven Maurits eindigde als beste Nederlander op de 8ste plaats, Floris de Haas werd 13de,  Fernand Osther 32ste, Ramon Scholperoord 38ste.

## Winnaars
| Jaar | Winnaar             | Score | Score |
| ---- | ------------------- | ----- | ----- |
| 2012 | Moritz Lampert (Am) | 291   | -15   |